# Kazuo Kitai
Kazuo Kitai (japonsky 北井 一夫, Kitai Kazuo; * 1944, An-šan, Liao-ning, Čína) je japonský fotograf.

## Život
Kazuo Kitai fotografoval studentské protesty v japonských městech v 60. letech 20. století. Později dokumentoval radikální socioekonomickou změnu v japonské zemědělské ekonomice. V roce 1975 získal cenu za fotografii Ihei Kimury.

## Výstavy (výběr)
- Studenti, pracovníci, vesničané 1964–1978, v: Mijako Jošinaga art prospects, New York City, 2015[2]